# Diktynna

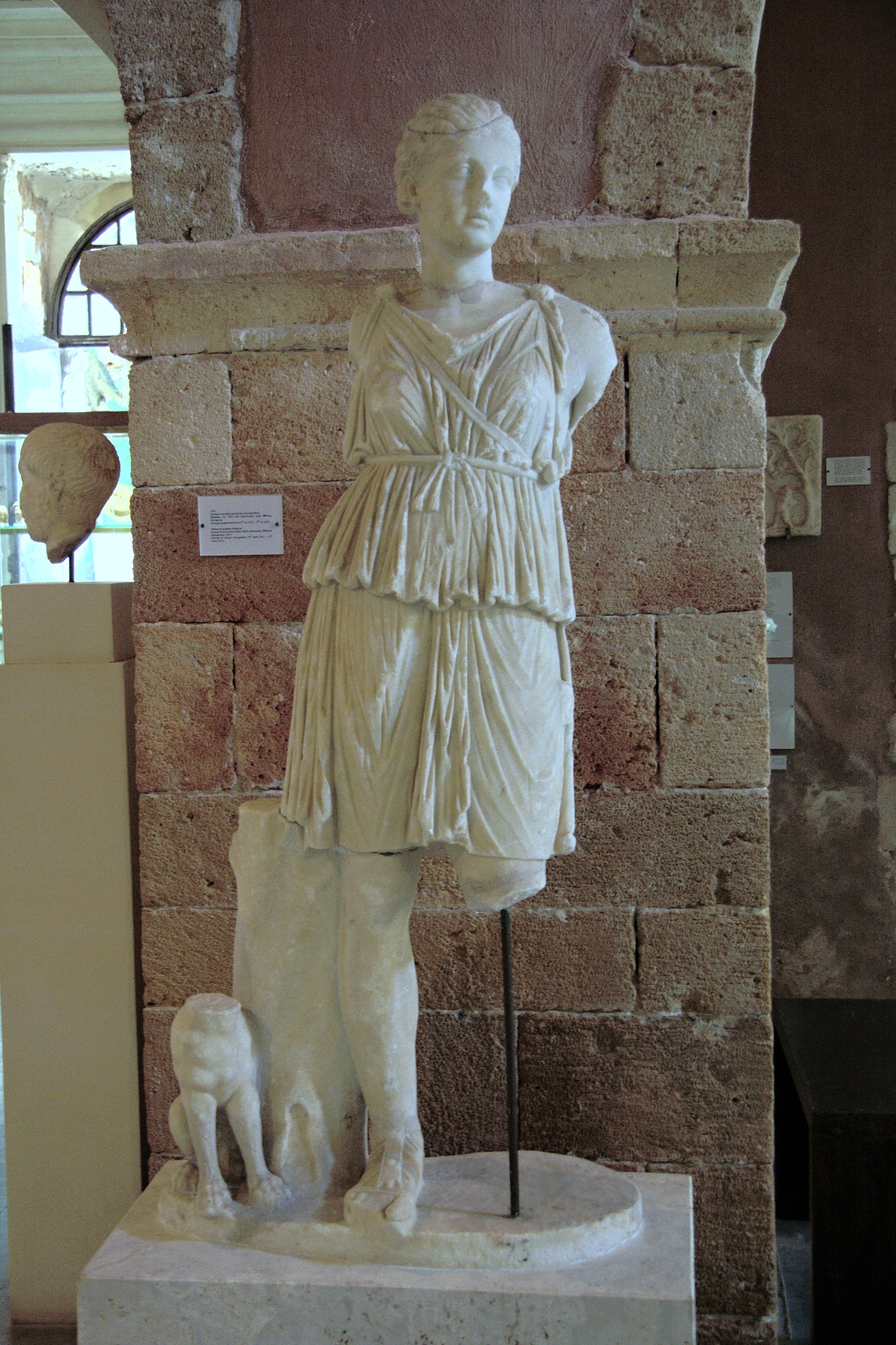
Statue der Diktynna im Typus der Artemis aus ihrem Heiligtum Diktynnaion, Chania, Archäologisches Museum

Diktynna (altgriechisch Δίκτυννα) ist eine antike griechische Göttin aus West-Kreta. Sie galt als jungfräuliche Göttin, verbunden mit Wild und Gebirge.
Sie ist nicht identisch mit Britomartis, mit der sie aber häufig gleichgesetzt oder verwechselt wurde. Das genaue Verhältnis zu Artemis war schon in der Antike unklar, teils wurde sie mit ihr identifiziert, teils galt sie als deren Epiklese, teils als Nymphe der Artemis, teils als Göttin neben Artemis.
Ihr Hauptheiligtum lag auf der Halbinsel Tityros (heute Halbinsel Rodopos), das Diktynnaion (Δικτύνναιον).
Ikonographisch wird sie mit Artemis gleichgesetzt.